# Hipra
Laboratorios Hipra, S.A. és una societat farmacèutica veterinària multinacional radicada a Catalunya, dedicada a la investigació, la producció i la comercialització de productes farmacèutics principalment de salut animal. Es tracta del sisè fabricant mundial de vacunes veterinàries i el líder de patents en la dècada del 2010.
Des de 2020, està desenvolupant una vacuna contra el SARS-CoV-2.

## Història
El fundador de l'empresa és el farmacèutic, veterinari i químic català Joan Nogareda i Gifre, natural d'Olot. L'empresari liderava un equip d'inversors que van adquirir l'any 1971 una empresa madrilenya del ram creada el 1954, anomenada Hipra (pels cognoms dels seus antics creadors: Hidalgo i Prada). Tot seguit van traslladar la companyia a la província de Girona, que des de 1973 té la seu a Amer. En la nova empresa hi participa el seu germà Ernest i en Pere Casadevall i s'especialitza en la fabricació de fàrmacs per a animals de granja: aviram, conills i ramats porcins, ovins i bovins.
El 1991 la família Nogareda assumeix el control accionarial de la societat i s'inicia un període d'expansió tècnica i comercial. A partir de l'any 2000 es va iniciar la internacionalització d'Hipra amb la implementació de filials pròpies arreu del món. El 2009, la societat va dirigir el seu posicionament, centrant-se en productes de prevenció, diferencials i innovadors; en detriment dels productes farmacològics.
El 2020, i en un context de pandèmia per la Covid-19, Hipra va afrontar el repte de desenvolupar una vacuna contra aquest nou virus. En aquest sentit, el 2021 es va crear la nova Divisió de Salut Humana i van adquirir GoodGut, una start-up biotecnològica dedicada a la investigació i el desenvolupament de proves diagnòstiques per a malalties digestives d'humans.

### Filials
Segons dades de la pròpia empresa, exporta a més d'un centenar de països. La seva extensa xarxa de distribució cobreix els 5 continents. Les seves filials es troben a:
| - Europa - Nottingham - Malveira (Mafra) - Orvault, Nantes - Gant - Düsseldorf - Coccaglio (Brescia) - Vejen - Praga - Bratislava - Varsòvia - Kíev - Atenes - Ümraniye (Istanbul) | - Àsia - Lahore - Poona - Pequín - Seongnam (Seül) - Tòquio - Taipei - Muntinlupa (Manila) - Bangkok - Ciutat Ho Chi Minh - Kuala Lumpur - Jakarta | - Àfrica - Pretòria - Amèrica - Ottawa - Raleigh (Carolina del Nord) - Jalisco - Bogotà - Lima - Porto Alegre - Montevideo - Buenos Aires |

## Salut animal
Hipra ha desenvolupat més de 100 vacunes destinades a diferents espècies animals, tant de producció com de companyia, contra una gran varietat d’objectius biològics. A més de la fàbrica que té a Amer, la societat en té una altra al Brasil, a la conurbació de Porto Alegre. També compta amb un centre de recerca universitari als Estats Units.
Entre els productes que desenvolupa Hipra en salut animal, destaquen les vacunes, els dispositius de vacunació, els serveis de traçabilitat integral i els kits de diagnòstic d’última generació. Els productes de farmàcia veterinària que té registrats a Espanya són:
| Nª Registre Espanya | Nom del Medicament                                  | Destinació                        | Data Registre |
| 430 ESP             | Hipralona Enro-S                                    | Conills, galls dindi, pollastres  | 28 mai 1992   |
| 431 ESP             | Hipralona Enro-I                                    | Porcí, boví                       | 28 mai 1992   |
| 525 ESP             | Ferrohipra 200 Mg/Ml                                | Porcí                             | 5 oct 1992    |
| 1545 ESP            | Hipragumboro-Gm97                                   | Pollastres                        | 17 feb 2004   |
| 1746 ESP            | Hiprabovis Somni/Lkt                                | Boví                              | 22 mai 2007   |
| 1842 ESP            | Hipracox                                            | Pollastres                        | 22 feb 2008   |
| 1907 ESP            | Hiprabovis Balance                                  | Boví                              | 21 jul 2008   |
| 2237 ESP            | Hipraviar-Ilt                                       | Gallines, pollastres              | 4 oct 1991    |
| 2238 ESP            | Hipraviar-Shs                                       | Gallines, pollastres, galls dindi | 10 des 1993   |
| 2239 ESP            | Hipragumboro-Ch/80                                  | Gallines, pollastres              | 16 mai 1983   |
| 2242 ESP            | Hipraviar-B1                                        | Pollastres                        | 17 jul 1972   |
| 2243 ESP            | Hipraviar-Clon                                      | Gallines, pollastres              | 16 mai 1983   |
| 2244 ESP            | Hipraviar-S                                         | Gallines, pollastres              | 27 jul 1972   |
| 2245 ESP            | Hipragumboro                                        | Gallines, pollastres              | 15 jun 1978   |
| 2275 ESP            | Hipraviar-B1/H120                                   | Gallines, pollastres              | 13 jun 2005   |
| 2278 ESP            | Hiprapox Liofilizado y Disolvente                   | Galls dindi, pollastres           | 27 set 1955   |
| 2309 ESP            | Hipragumboro-Bpl2                                   | Gallines                          | 2 oct 1979    |
| 2315 ESP            | Hipraviar-Bpl2                                      | Gallines, pollastres              | 6 oct 1976    |
| 2316 ESP            | Hipraviar-Trt                                       | Gallines, pollastres, galls dindi | 31 mai 1993   |
| 2336 ESP            | Hipragumboro Cw                                     | Pollastres                        | 11 ago 2011   |
| 2373 ESP            | Hipraviar-Trt4                                      | Gallines                          | 3 jul 1991    |
| 2433 ESP            | Hipraviar-Ap                                        | Coloms                            | 11 oct 1988   |
| 2459 ESP            | Hiprasuis-Glässer                                   | Porcí                             | 12 jul 1997   |
| 2919 ESP            | Mixohipra-H                                         | Conills                           | 12 gen 1988   |
| 2989 ESP            | Mixohipra-Fsa                                       | Conills                           | 6 feb 1985    |
| 3147 ESP            | Hiprasuis Ad                                        | Porcí                             | 3 des 2014    |
| 3148 ESP            | Hiprasuis Ad Bk                                     | Porcí                             | 3 des 2014    |
| EU/2/10/114/001     | Hiprabovis Ibr Marker Live Liofilizado y Disolvente | Boví                              | 27 gen 2011   |

## Salut humana

### Inici de la pandèmia de la Covid-19
A l'inici de la pandèmia Hipra va posar a disposició de l'Institut Català de la Salut unes noves instal·lacions recentment construïdes a la seva seu central, equipades amb l'última tecnologia en diagnòstic per PCR). Amb la col·laboració de l'Institut d'Investigació Biomèdica de Girona i personal de la Universitat de Girona, es van analitzar més de 30.000 tests, procedents de 7 hospitals i diversos CAPs de la regió sanitària de Girona; donant sortida a l'alta demanda durant els primers mesos de pandèmia.

### Vacuna contra el SARS-CoV-2
Arran de la pandèmia de Covid-19, Hipra va decidir sortir del seu mercat tradicional, la medicina veterinària, per desenvolupar la primera vacuna de l'estat contra la Covid-19. La vacuna que ha desenvolupat Hipra és una vacuna de proteïna recombinant adjuvada, basada en un heterodímer de fusió del domini d'unió al receptor (RBD) que conté les variants alfa i beta del SARS-CoV-2.
La vacuna d’Hipra es conserva entre 2 i 8 °C, facilitant l'emmagatzematge i distribució. La tecnologia utilitzada permet una gran versatilitat per adaptar-la a noves variants del virus, si cal en el futur. Els resultats obtinguts van demostrar que la vacuna produeix anticossos neutralitzants davant de les VOC actuals i també eficàcia en la prevenció de la malaltia.
Un cop va rebre el vist-i-plau de l'Agència Espanyola de Medicaments i Productes Sanitaris l'11 d'agost de 2021, Hipra va augurar que la comercialització del vaccí començaria el primer semestre de 2022, si superava els assajos en humans duts a terme en els hospitals Clínic (Barcelona) i Trueta (Girona). Les previsions d'Hipra mantenien que podria distribuir 400 milions de dosis en 2022 i 1.200 milions l'any 2023. Setmanes després, la farmacèutica va fer públic un acord amb el Vietnam per la distribució de 50 milions de dosis, un cop el producte estigués llest.
Al gener de 2022, durant el pic de la sisena onada de la Covid causada per la variant Òmicron, la ministra Diana Morant va visitar les instal·lacions de l'empresa a Amer. En declaracions davant la premsa, va confirmar que la vacuna estava a punt de concloure la segona fase dels assajos clínics i que podia esperar-se que la comercialització s'iniciés en el segon trimestre de l'any. La tercera fase dels assajos es duria a terme en 15 hospitals d'Espanya, Portugal i Itàlia, amb una mostra de 3.000 voluntaris.
El 30 de març de 2023, l'Agència Europea de Medicaments va aprovar la vacuna, que es comercialitzarà amb el nom Bimervax. El Comitè de Medicaments d'Ús Humà va concloure que els resultats dels tests realitzats a la nova vacuna n'avalaven «la qualitat, seguretat i immunogenicitat».

## Polèmiques
A principis de la dècada de 1990, el Tribunal de Defensa de la Competència va amonestar Hipra, Zoetis, Bayer i Zeltia, entre altres empreses del sector, per pactar preus prèviament a la participació en concursos i licitacions públiques entre 1987 i 1989.
L'any 2017 va sortir a la llum l'existència de granges de cavalls, a l'Argentina i l'Uruguai, acusades de maltractament animal. Aquestes instal·lacions de cria pertanyien a l'empresa Syntex i estaven especialitzades en l'extracció de gonadotropina coriònica equina (eCG), una hormona produïda per eugues gestants. Farmacèutiques com Hipra o Zoetis, que eren clients de Syntex, mai van respondre davant les acusacions fetes per la premsa i associacions en defensa dels drets dels animals.

## Creu de Sant Jordi
El juny de 2022, la Generalitat de Catalunya va concedir a Hipra la Creu de Sant Jordi per «la seva implicació en la recerca d’una nova vacuna contra la malaltia causada pel virus Sars-CoV-2» i pel seu «compromís amb la salut pública del país».